# Tairove
Tairove (en ucraniano: Таїрове) es un pueblo ucraniano perteneciente al óblast de Odesa. Situado en el suroeste del país, es parte del raión de Odesa y del municipio (hromada) de homónimo.

## Toponimia
El nombre del asentamiento en ruso es Tairovo (en ruso: Таирово).

## Geografía
Tairove está 17 km al suroeste de Odesa y 25 km al noreste de Ovídiopol.

## Historia
El asentamiento fue fundado oficialmente en 1982 como un asentamiento de tipo urbano, surgió de los edificios del instituto de la Academia de Viticultura de Vasili Tairov, quien lo fundó aquí en 1905 y continuó ampliándolo en los años siguientes.
Hasta el 18 de julio de 2020, Tairove era parte del raión de Ovídiopol. El raión fue abolido en julio de 2020 como parte de la reforma administrativa de Ucrania, que redujo el número de raiones del óblast de Odesa a siete. El área del raión de Ovídiopol se dividió entre los raiones de Odesa y Bíljorod-Dnistrovski, y Tairove se transfirió al primero.En 2023, Tairove perdió el estatus de asentamiento de tipo urbano debido a la eliminación de este estatus administrativo.

## Demografía
La evolución de la población de Tairove entre 1989 y 2022 fue la siguiente:
| 2045                                                          | 2593 | 2757 | 3250 | 3606 | 3981 |
| (Fuente: Cities & Towns of Ukraine y UKRAINE: Größere Städte) |      |      |      |      |      |

Según el censo de 2001, la lengua materna de la mayoría de los habitantes, el 62,16%, es el ucraniano; y del 36,5% es el ruso.